# نزيهة الدليمي
نزيهة جودت الدليمي (1923-2007م)، ناشطة عراقية في حقوق المرأة، إحدى رائدات الحركة النسوية العراقية وأول وزيرة عراقية كما أنها أول امرأة تستلم منصب الوزارة في العالم العربي.
كما أنها ساهمت في جهود إصدار قانون الأحوال الشخصية في جمهورية العراق عام 1959 والذي اعتبر القانون الأكثر تقدما في منطقة الشرق الأوسط من حيث الحقوق التي منحها للمرأة.[معلومة أم رأي؟]
وفي عام 2009 أصدر مجلس الوزراء العراقي توجيها لأمانة العاصمة العراقية بغداد بإقامة تمثال لنزيهة الدليمي لتعتبر أول شخصية نسوية يُقام لها تمثال في العراق.

## سيرة ذاتية
ولدت نزيهة الدليمي في بغداد عام 1923م ودخلت كلية الطب عام 1941م. شغلت منصب وزيرة البلديات في حكومة عبد الكريم قاسم. انضمت إلى الحزب الشيوعي العراقي عام 1948م. شغلت منصب الوزارة في نهاية فترة الخمسينيات حين قبلت دعوة رئيس الوزراء عبد الكريم قاسم.
بعد انقلاب 8 شباط 1963، أصدرت محكمة الثورة في 4 نيسان 1964 حُكماً بإعدامها، ثم خفف الحكم إلى المؤبد مع الأشغال الشاقة، ثم أُعفي عنها لاحقا وسمح لها بالعودة إلى العراق.
غادرت العراق في عقد السبعينيات من القرن العشرين، وتوفيت في ألمانيا بعد صراع مع المرض عام 2007م عن عمر ناهز ال84 عام. دفنت في بغداد في مقبرة الشيخ معروف الكرخي في العراق بناء على وصيتها بأن تدفن في العراق.

## أعمالها
كان لنزيهة الدليمي دور كبير في صياغة قانون الأحوال الشخصية العراقي عام 1959م. كما كان لها دور في إنشاء ضاحية الثورة شرق بغداد والتي تُسمّى حالياً «مدينة الصدر» ووزّعت قطع الأراضي في منطقة الشعلة عندما كانت تشغل منصب وزيرة البلديات. إضافة إلى ذلك كانت نزيهة ناشطة في الدفاع عن حقوق المرأة في العراق.